# Arthur (Nebraska)
Arthur város az Amerikai Egyesült Államok Nebraska államában, Arthur megyében, melynek megyeszékhelye. Lakosainak száma 128 fő (2020. április 1.).

## Népesség
A település népességének változása:

| 2010 | 117 |
| 2020 | 128 |